# Marion Lay
Marion Lay (Canadá, 26 de noviembre de 1948) es una nadadora canadiense retirada especializada en pruebas de estilo libre, donde consiguió ser medallista de bronce olímpica en 1968 en los 4 x 100 metros estilo libre.

## Carrera deportiva
En los Juegos Olímpicos de México 1968 ganó la medalla de bronce en los 4 x 100 metros estilo libre, con un tiempo de 4:07.2 segundos, tras Estados Unidos y Alemania (plata), siendo sus compañeras de equipo: Angela Coughlan, Marilyn Corson y Elaine Tanner.